# 馬蒂亞·阿拉姆
馬蒂亞·阿拉姆（義大利語：Mattia Aramu；1995年5月14日—）是一位意大利足球運動員。在場上的位置是中場。現時被意甲球隊熱拿亞外借至意乙球隊巴里，曾效力於拖連奴。